# وزارة الدفاع (اليابان)
وزارة الدفاع (باليابانية: 防衛省 بو-إيشو) هي أحد وزارات مجلس الوزراء الياباني في الحكومة اليابانية. نتيجة للقانون الصادر في 15 ديسمبر، 2006 ، أصبحت لها صفة وزارة في 9 يناير، 2007 حيث قبل ذلك كانت تسمى وكالة الدفاع اليابانية (JDA) (防衛庁، بوإي-تشو). يقع مقرها الرئيسي في شينجوكو، طوكيو ، ويعد أكبر جهاز في الحكومة اليابانية، حيث بلغ عدد العاملين فيها في عام 2005 276.890 موظف ثابت، بما فيهم 253.180 جندي عامل.
على اعتبار أن وزارة الدفاع هي وزارة من وزارات مجلس الوزراء فيتوجب عليها وفق المادة 66 من الدستور أن تكون خاضعة للسلطة المدنية. يرئيس وزارة الدفاع وزير الدفاع، ويساعده نائب وزير رفيع المستوى، واثنين من الأمناء البرلمانيين، ونائب وزير إداري، وثمانية من المدراء العامين، ورئيس الأركان العامة وثلاثة رؤساء فروع للموظفين.
يعتبر رئيس الوزراء هو أعلى شخص في هيكل القيادة وهو المسؤول مباشرة أمام البرلمان. في حالات الطوارئ الوطنية، من صلاحيات رئيس الوزراء أن يأمر مختلف عناصر قوات الدفاع الذاتي بالتنفيذ، وذلك بعد الحصول على موافقة البرلمان. في أوقات الطوارئ القصوى، من الممكن الحصول على موافقة بعد إصدار أمر التنفيذ.

## تاريخ

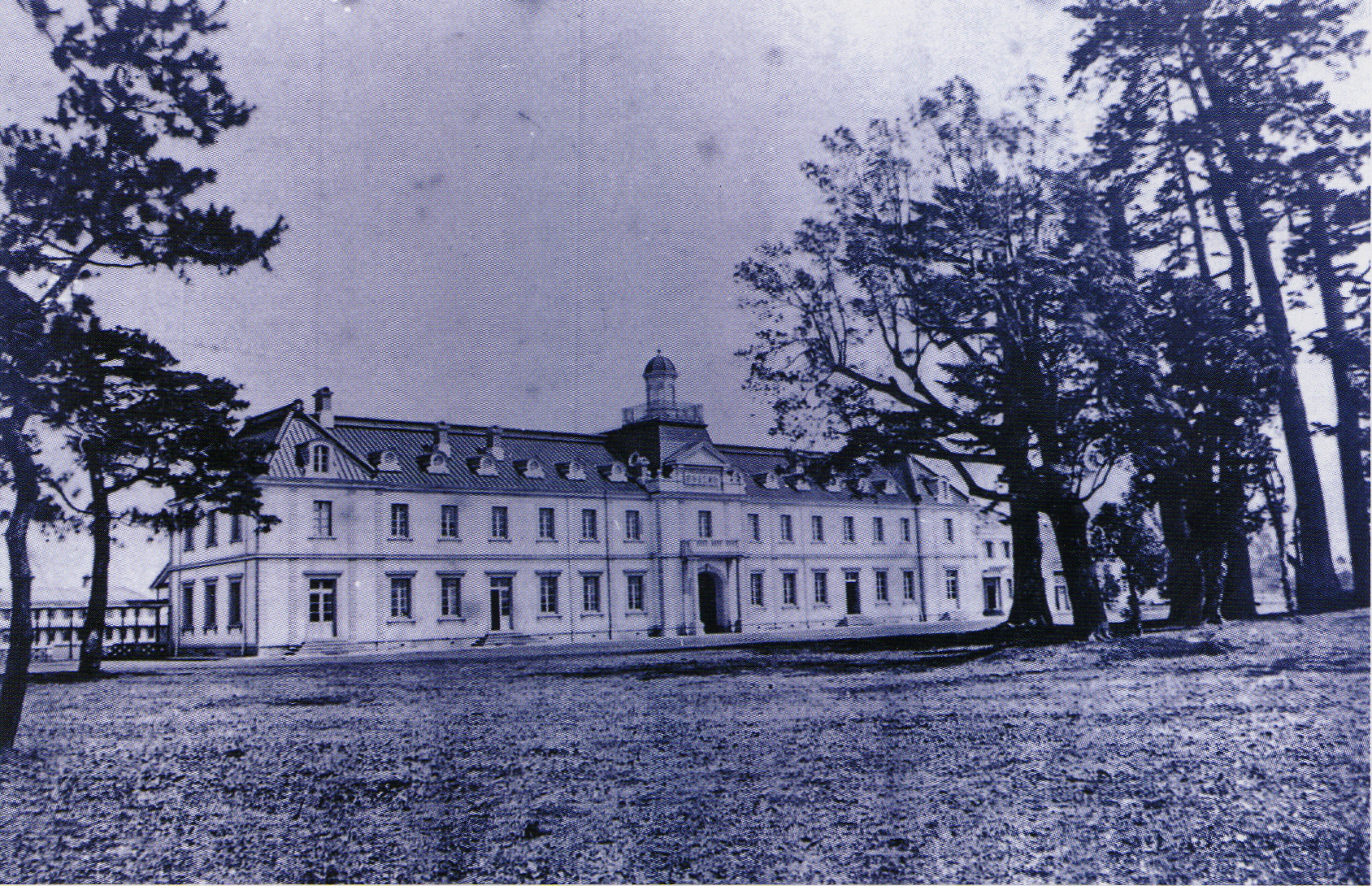
مبنى أكاديمية إيتشغايا العسكرية (市ヶ谷陸軍士官校).

يقع مقر وزارة الدفاع في إيتشيغايا، طوكيو في الموقع الذي ضم أكاديمية إيتشغايا العسكرية (市ヶ谷陸軍士官校) التي بنيت في عام 1874 ، وكانت مقر قيادة الجيش الإمبراطوري الياباني قبل وخلال الحرب العالمية الثانية، ولقوات الدفاع الذاتي البرية في أعقاب الحرب. حتى مايو 2000، كان مقر وكالة الدفاع الياباني في أكاساكا، أما اليوم فتلك الأرض يشغلها الآن مبنى طوكيو ميدتاون.
أنشأت وكالة الدفاع اليابانية في 1 يوليو 1954، وأخذت اسمها الحالي كوزارة في 9 يناير 2007.
بذلت الكثير من الجهود في الثمانينات من القرن العشرين لتسهيل إصدار أوامر واضحة وفعالة في حال وقوع أزمة. وقفت الحكومة إلى جانب مبدأ أن العمل العسكري يسمح به فقط تحت السيطرة المدنية، ولكن التأخير في إصدار الأوامر بانتظار التشاور قد يكون أمرا خطرا، ولذلك بدأت سفن قوات الدفاع الذاتي البحرية بالتسلح بالطوربيدات، وسمح للمقاتلات الاعتراضية بحمل صواريخ في جميع الأوقات. على الرغم من أنه قد سمح للطائرات منذ فترة طويلة بمهاجمة المتسللين دون انتظار إذن من رئيس الوزراء، إلا أنه لا يزال يطلب من السفن الانتظار حتى تلقي أوامر محددة قبل اعتراض السفن الغازية. كما أوصت وكالة الدفاع بوضع مبادئ توجيهية أكثر شمولا لتوضيح ما هي الإجراءات التي يمكن لوحدات قوات الدفاع الذاتي القتالية اتخذها في حالات الطوارئ.
التعاون بين قوات الدفاع الذاتي وغيرها من الوكالات المدنية في التخطيط لحالات الطوارئ هو على نطاق محدود. كمت أنه لا توجد خطط لضمان تقديم الدعم للطائرات المدنية، والأساطيل التجارية في أوقات الأزمات. في عام 1990 جرت دراسة تشريع لتوفير القدرة لقوات الدفاع الذاتي على الاستجابة في حالات الطوارئ خاصة تلك التي لا تغطيها المادة 76 من قانون قوات الدفاع الذاتي.
ويشمل التدريب لقوات الدفاع الذاتي غرس الشعور بمهمته. كما تقدم للأفراد المعرفة العلمية والتقنية اللازمة لتشغيل وصيانة المعدات الحديثة والتدريب البدني اللازم لإنجاز مهماتهم.
تستبدل المعدات الحديثة نظيرتها القديمة تدريجيا في قوات الدفاع الذاتي، وفي عام 1987 استبدلت وكالة الدفاع نظام الاتصالات الذي كان يعتمد على الخطوط الهاتفية لشركة نيبون للبرق والهاتف بشبكة ميكروويف بدمج نظام بث ثلاثي الأبعاد باستخدام نظام الاتصالات الساتلية.
وافق البرلمان على قانون تغيير مركز وكالة الدفاع إلى وزارة الدفاع كوزارة على المستوى الوزاري. حيث صوت مجلس المستشارين بأغلبية الأصوات، بما فيها الحزب الديمقراطي الياباني المعارض  عارض التغيير فقط الحزب الشيوعي الياباني والحزب الاشتراكي الديمقراطي، بدعوى أنها يمكن أن تؤدي إلى حرب في اليابان في المستقبل.
في تموز / يوليو 2007 ، تعرضت وكالة الدفاع للهجوم من قبل ناشط يميني (21 عاما) الذي ألقى قنبلة مولوتوف في اتجاه المبنى، بعد أن شق طريقه عنوة من خلال البوابة الرئيسية.

## مجلس الأمن
تم إنشاء مجلس الأمن في يوليو 1986. يترأس هذا المجلس رئيس الوزراء ويضم وزراء دولة محددة سلفا في المادة 9 من القانون لمجلس الوزراء وهم وزير الخارجية، وزير المالية، وزير شؤون مجلس الوزراء، وزير الدفاع، رئيس مجلس إدارة اللجنة العامة للسلامة الوطنية. بإمكان رئيس مجلس الأمن أيضا أن يدعو رئيس هيئة الأركان العامة وأي وزير آخر ذو صلة للحضور. بالإضافة إلى مجلس الدفاع الوطني الذي يقوم بدور فريق استشاري للمسائل المتعلقة بالدفاع والعامل منذ عام 1956، فإن مجلس الأمن يتناول طائفة واسعة من المسائل العسكرية وغير العسكرية بما فيها وضع الخطوط العريضة للسياسة الدفاعية الوطنية، وبرنامج الدفاع الوطني، والخطوط العريضة لتنسيق الإنتاج الصناعي وغيرها من المسائل ذات الصلة ببرنامج الدفاع الوطني، واتخاذ القرارات بشأن المبادرات الدبلوماسية وعمليات الدفاع.

## التنظيم
الأعضاء التنفيذيون
- وزير الدفاع، قائد وزارة الدفاع، وعضو في مجلس الوزراء. (防衛大臣)
- نائب وزير الدفاع (防衛副大臣)
- البرلمانية وزير الدفاع (2) (防衛大臣政務官)
- الإدارية ونائب وزير الدفاع (防衛事務次官)
- المدير العام للدفاع (8) (防衛参事官)

## وصلات خارجية
- موقع وزارة الدفاع اليابانية